# Dom na klifie
Dom na klifie – powieść obyczajowa Moniki Szwai z roku 2006.

## Opis fabuły
Głównymi bohaterami są Zosia Czerwonka i Adam Grzybowski, którzy poznają się na koncercie szant w lokalu gastronomicznym, a oficjalnie przedstawieni sobie zostają jakiś czas później na cmentarzu.
Zosia jest z wykształcenia historykiem sztuki, a od kilku lat pracuje jako wychowawczyni w państwowym domu dziecka. Jej marzeniem jest założenie rodzinnego domu dziecka, w którym mogłaby się zaopiekować dziećmi ze swojej grupy w lepszych warunkach i sympatyczniejszej atmosferze. Żeby założyć taką placówkę, nie wystarczą jej jednak same kwalifikacje i nabyte doświadczenie. Zosia musiałaby mieć odpowiedni lokal oraz męża, który taki dom poprowadziłby razem z nią. To jest właśnie największy problem niestarej jeszcze, choć pulchnej i niezbyt – w swoim przekonaniu – urodziwej Zosi, której do tej pory nikt nie chciał za żonę.
Adam jest z wykształcenia psychologiem, wiele razy w życiu zmieniał pracę. Ostatnio jest dziennikarzem telewizyjnym, co jednak zaczyna go nudzić. Gdy umiera jego ciotka Bianka, Adam otrzymuje w spadku po niej ogromny dom, ale żeby mógł w nim szybko zamieszkać, musi spełnić kilka warunków testatorki. Przede wszystkim musi się ożenić. Poza tym dom ma służyć czemuś pożytecznemu. Po trzecie, w domu ma zamieszkać dożywotnio przyjaciółka Bianki – Lena, która wspierała ciotkę przez wiele lat. W przypadku niewypełnienia warunków testamentu Adam może otrzymać dom dopiero po dziesięciu latach.
Gdy Zosia dowiaduje się o warunkach testamentu ciotki Bianki, proponuje Adamowi małżeństwo i założenie rodzinnego domu dziecka w otrzymanym w spadku budynku. Adam podoba jej się, ale starannie to ukrywa, ewentualne małżeństwo stanowiłoby dla obojga coś w rodzaju interesu: Zosia spełniłaby swoje marzenie i zaopiekowała się potrzebującymi jej dziećmi, a Adam wypełniłby warunki testamentu i otrzymał dom. Propozycja ta bardzo Adama zaskakuje, postanawia ją jednak gruntownie przemyśleć.

## Informacje dodatkowe
- Główni bohaterowie są też wspomniani w powieści M. Szwai Powtórka z morderstwa.